# Damaged (álbum de Black Flag)
Damaged -en español: «Dañado o maltrecho»- es el álbum debut de la banda estadounidense de punk Black Flag. Fue lanzado el 5 de diciembre de 1981 a través del sello SST. Se considera un clásico del estilo punk de los ochenta y la obra cumbre de la banda. 
Es frecuentemente citado como el precursor del subgénero del hardcore punk, característico por voces casi gritadas, canciones cortas, e instrumentos más pesados y se le considera como uno de los mejores discos de su género y una importante influencia. Sin embargo, en su momento de lanzamiento, el álbum fue ingorado por críticos y público en general.
En el 2020 el álbum fue posicionado en el 487mo lugar de los 500 mejores álbumes de todos los tiempos, según la revista Rolling Stone y el sitio web Pitchfork lo ubicó en el puesto 25 de su lista de los 100 mejores álbumes de la década de los 80.

## Contexto

### Antecedentes
Black Flag fue fundada en 1977, por el guitarrista Greg Ginn. A la alineación inicial se uniría después el vocalista Henry Rollins, quien era fiel seguidor de los espectáculos de la banda, caracterizados por una energía sin precedentes. Fue gracias a Rollins que la banda, que tenía como costumbre la de mudar de miembros, logró tener una relativa estabilidad. 
Antes de la llegada de Rollins, la banda había lanzado 3 EP, cada uno con un vocalista distinto. Con el ingreso de Rollins, el vocalista anterior, Dez Cadena se convirtió en guitarrista rítmico.

### Grabación
El grupo entró a los estudios Unicorn a mediados de 1981. Las sesiones de grabación se dieron durante agosto de ese año. Las canciones que contenía el álbum ya había sido previamente interpretadas por la banda en varios conciertos.

## Lanzamiento y recepción
El álbum fue lanzado el 5 de diciembre de 1981. A pesar de que la ola punk ya había terminado en los Estados Unidos, el álbum significó un resurgimiento del interés del público por ese sonido tan pesado.
A pesar de su interés, el álbum no pudo ser distribuido como se debía, por lo que en algunas tiendas de discos, el álbum no estaba disponible. Gracias a ese problema, que se originó por la mala fama con la que cargaba el grupo, el álbum fue distribuido por la disquera SST Records. Ese cambio de disquera sepultó a la banda, ya que sus miembros fueron demandados y como multa la banda tuvo que aferrarse a su antiguo material, dejando de producir nueva música.Cuando la banda volvió a componer, en 1984, su popularidad se había esfumado.

## Contenido

### Portada
Ed Colver fue el fotogógrafo designado para la foto de portada. La cubierta muestra al vocalista Rollins rompiendo un espejo en el que se mira, usando uno de sus puños. La foto simula que Rollines rompió el vidrio, cuando en realidad se usó un martillo para ello, además de que la "sangre" de la muñeca de Rollins es tinta roja y café. Rollins aparece con el torso y los brazos desnudos. La portada original fue tomada en blanco y negro, dejando únicamente de color el nombre del álbum y el de la banda (de rojo). La segunda edición muestra la fotografía a color.
La revista Artforum describió la foto como "icónica".

## Legado
Damaged es citado frecuentemente como un punto de inflección en el género punk, ya que se considera como pionero musical del subgénero harcore punk. Artistas de la época como Dead Kennedys, Minutemen, NoMeansNo, Hüsker Dü, Minor Threat y Big Boys, abiertamente influenciados por el disco, comenzaron a migrar hacia un sonido más agresivo y pesado.
En 2003, el álbum fue en el ranking 340 en la lista de Rolling Stone de los 500 Mejores Álbumes de Todos los Tiempos, siendo confirmado su puesto en el 2012. Sin embargo, en la reedición del 2020, el álbum cayó al puesto 487.

## Lista de canciones
Todas las canciones escritas y compuestas por Greg Ginn. 
| Side one |                                                  |          |  |
| N.º      | Título                                           | Duración |  |
| 1.       | «Rise Above»                                     | 2:26     |  |
| 2.       | «Spray Paint (The Walls)» (Chuck Dukowski, Ginn) | 0:33     |  |
| 3.       | «Six Pack»                                       | 2:20     |  |
| 4.       | «What I See» (Dukowski)                          | 1:55     |  |
| 5.       | «T.V. Party»                                     | 3:31     |  |
| 6.       | «Thirsty & Miserable» (Dez Cadena, Medea, Robo)  | 2:05     |  |
| 7.       | «Police Story»                                   | 1:30     |  |
| 8.       | «Gimme Gimme Gimme»                              | 1:47     |  |

| Side two |                                   |          |  |
| N.º      | Título                            | Duración |  |
| 1.       | «Depression»                      | 2:28     |  |
| 2.       | «Room 13» (Ginn, Medea)           | 2:04     |  |
| 3.       | «Damaged II»                      | 3:23     |  |
| 4.       | «No More» (Dukowski)              | 2:25     |  |
| 5.       | «Padded Cell» (Dukowski, Ginn)    | 1:47     |  |
| 6.       | «Life of Pain»                    | 2:50     |  |
| 7.       | «Damaged I» (Ginn, Henry Rollins) | 3:50     |  |
| 34:56    |                                   |          |  |

## Personal
- Henry Rollins - voz principal
- Greg Ginn - guitarra, coros
- Dez Cadena - guitarra rítmica, coros
- Charles Dukowski - bajo, coros
- Robo - batería, coros
- Mugger - coros
- Spot - productor, ingeniero
- Francis Buckley - mezclador
- Ed Colver - fotografías